# 에오티라누스
에오티라누스(Eotyrannus)는 중생대 백악기 전기(1억2500만년전~1억2000만년전)에 서식한 수각류 공룡이다. 학명은 '새벽의 폭군'이라는 뜻이다. 영국에서 화석이 발견되었다. D형의 단면적인 형태의 이빨, 사지(四肢)나 어깨의 구조 등이 티라노사우르스과를 닮은 형태를 갖추고 있다. 앞다리는 길고 발가락이 3개가 있다. 몸 전체 길이는 약 4~6m정도이고, 체중은 750kg~1t정도 되었을 것으로 추정된다.